# Toyota Previa
Toyota Previa (рус. Тойота Превиа) — минивэн, выпускаемый Toyota Motor Corporation с 1990 года. В Японии модель называется Toyota Estima (エスティマ).

## Первое поколение

### Toyota Estima Lucida
Toyota Estima Lucida — 8-местный минивэн для внутреннего японского рынка (для европейского рынка Toyota Previa) с условно-капотным кузовом с несколькими вариантами двигателя — бензиновый (инжекторный 2ТZ- FE, 2TZ-FZE с суперчарджерем — 2,4 л) и дизельными турбированными (3C-T, 3C-TE — 2,2 л). Часто комплектовались с системой автодолива масла, что немного упрощало переодичкий осмотр. Двигатель расположен под передними сидениями, под углом 35 градусов. (Для доступа были сделаны два съемных люка). Среднемоторная компановка позволила добиться очень высокую устойчивость автомобиля, что показывалось в рекламных роликах Toyota. Но обратной стороной этого - тяжелое обслуживание двигателя и склонность к перегреву из-за возрастных проблем, особенно остро это чувствует дизельный вариант. Годы выпуска 1990—1999 гг. В наше время Estima Lucida не производится. Выпускались с автоматической и ручной трансмиссией. Характерной чертой этого минивэна является наличие полного постоянного привода на большинстве разновидностей. В комплектацию часто входят 2 контура кондиционера (один компрессор, два испарителя: в передней панели и задний потолочный с подводом трубок справа под днищем), стеклянная высокая крыша, электрические шторки на окна. Более богатая вариация G Luxury и Aeras. Ближайшие «родственники» в рамках одной марки — Toyota Estima, Toyota Estima Emina различаются габаритными размерами, комплектацией, отделкой.

## Второе поколение
В 2000 году Previa второго поколения была создана на платформе седана Camry и получила традиционную компоновку: двигатель — спереди, привод — на передние колеса. Автомобиль оснащался 2,4-литровым бензиновым двигателем (156 л. с.) или 2-литровым турбодизелем (116 л. с.). Toyota Previa второго поколения не продавалась на американском рынке.

## Третье поколение
Третье поколение Previa дебютировало в 2006 году. Стала доступна гибридная версия, оснащённая фирменной трансмиссией Hybrid Drive Synergy. 